# Magna (tarjeta de crédito)

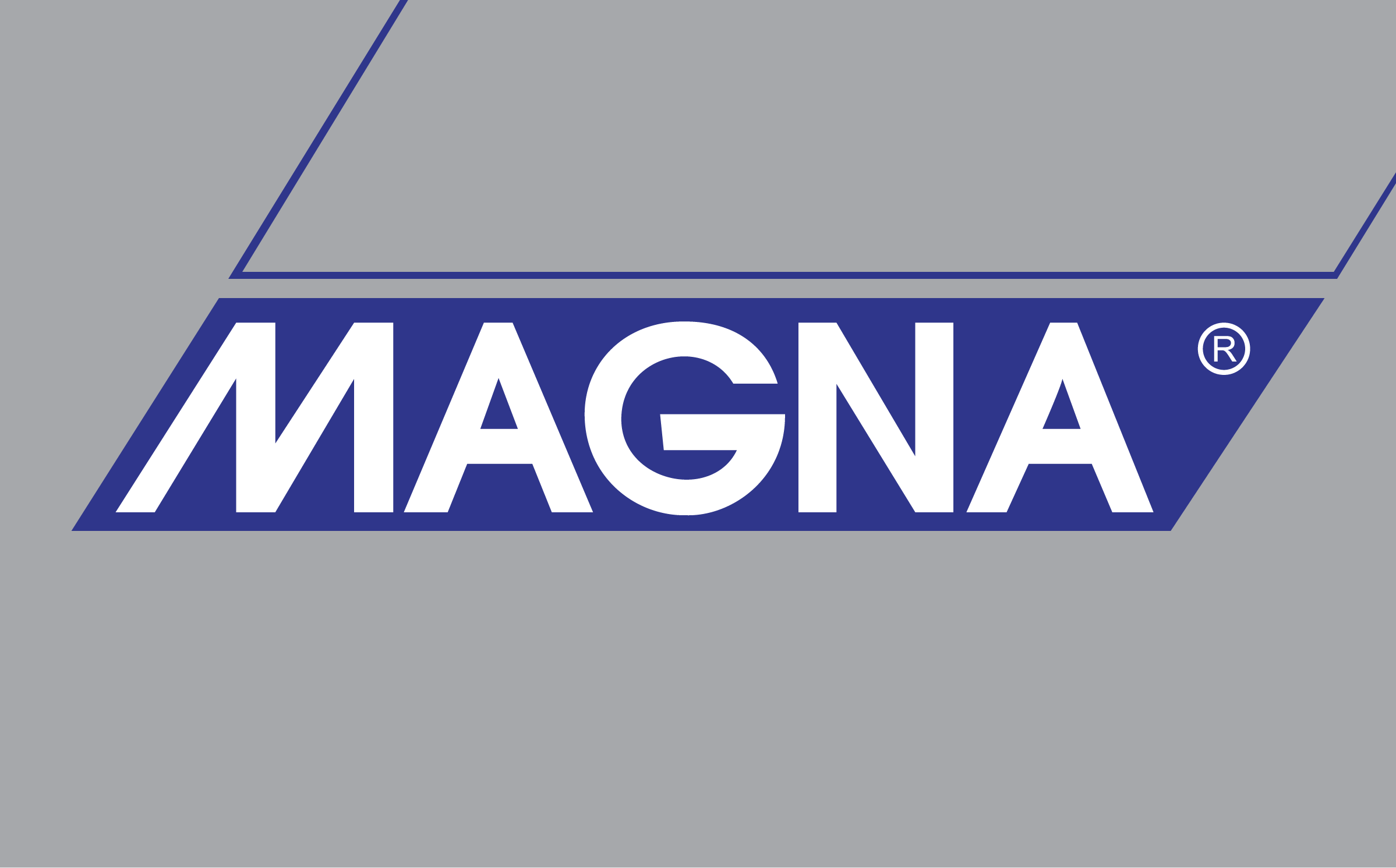
Logotipo de Magna hasta 2017.

Magna es una marca de tarjetas de crédito que opera en Chile desde octubre de 1985. Su objetivo inicial era abarcar segmentos de ingresos bajos y medios, con tal de que estos pudieran acceder a crédito.
El Banco Central de Chile autorizó la emisión de la tarjeta Magna por parte de Fincard el 28 de junio de 1989, al mismo tiempo que permitió que el Banco de Santiago y las financieras Comercial y Fusa emitieran dicha tarjeta a sus clientes. La operación de dicha tarjeta estaba a cargo de la Sociedad Administradora de Tarjetas de Crédito Bancard S.A.
Luego que en 1993 el Banco Santander Chile adquirió la empresa Fincard, dicho banco pasó a administrar la tarjeta Magna, así como también el Banco Central lo autorizó el 6 de mayo de ese año a emitir el plástico.
Hasta el día de hoy, las tarjetas Magna son exclusivamente operadas por el Banco Santander, aunque son muy pocas en comparación a otras como Visa o Mastercard. En 2018, existían menos de 3000 tarjetas en circulación.